# Rauhberg (Dahn)
Der Rauhberg ist ein 352,1 m ü. NHN hoher Berg im südlichen Pfälzerwald. Er liegt im rheinland-pfälzischen Landkreis Südwestpfalz im Dahner Felsenland, einem Teil des Wasgaus, der vom Südteil des Pfälzerwaldes gebildet wird. Der Berg ist vollständig bewaldet. Am Berg befinden sich eine Vielzahl markanter Buntsandsteinfelsen, wobei einige wie der Wöllmersbergfelsen, der Retschelfelsen und der Eisenbahnfelsen mit mehrere hundert Meter Länge und mehr als zwanzig Meter Höhe durchaus imposante Ausmaße annehmen. Der Wöllmersbergfelsen und der Rauhbergfelsen sind als Naturdenkmale ND-7340-303 und ND-7340-301 im Gemeindegebiet von Bruchweiler-Bärenbach ausgewiesen.

## Lage
Über den Berg verläuft die Gemarkungsgrenze der Gemeinden Dahn im Norden und Bruchweiler-Bärenbach im Süden. Die Entfernung nach Bruchweiler-Bärenbach im Südosten beträgt etwa 1,5 km, nach Dahn im Norden 3 km. Die Gipfelkuppe ist bewaldet. Von dieser dehnen sich in verschiedene Richtungen schmale Bergrücken mit markanten 300 bis 400 Meter langen Felsriffen aus. In östlicher Richtung verläuft der Eisenbahnfels. Ein diesem vorgelagerter Fels wird Lokomotive genannt. In südöstlicher Richtung befinden sich der Retschel- und Wöllmersbergfels auf dem Vorberg Wöllmersberg. Nach Westen erstreckt sich der Rauhbergfelsen. Auf dem Vorberg im Süden Am Knopf (335 m ü. NHN) befinden sich nur kleinere Felsen. Das Bergmassiv wird durch die Täler der Wieslauter im Osten, des Wöllmersbachs im Süden und des Bachs vom Reinigshof im Westen begrenzt.

## Zugang und Wandern
Der Berg liegt im Wandergebiet Dahner Felsenland und ist über Wanderwege gut erschlossen. Mit dem Napoleonsteig führt ein markierter lokaler Wanderweg über den Berg, der alle markanten Felsformationen berücksichtigt. Am Bruchweiler Rauhbergfelsen befindet sich die Kaiserslauterer Hütte der Sektion Kaiserslautern des Deutschen Alpenvereins (DAV). Etwa einen Kilometer westlich liegt am Reinigshof die Ludwigshafener Hütte der Sektion Ludwigshafen des DAV. Die Entfernung zur Hütte am Schmalstein des Pfälzerwald-Vereins beträgt etwa zwei Kilometer.

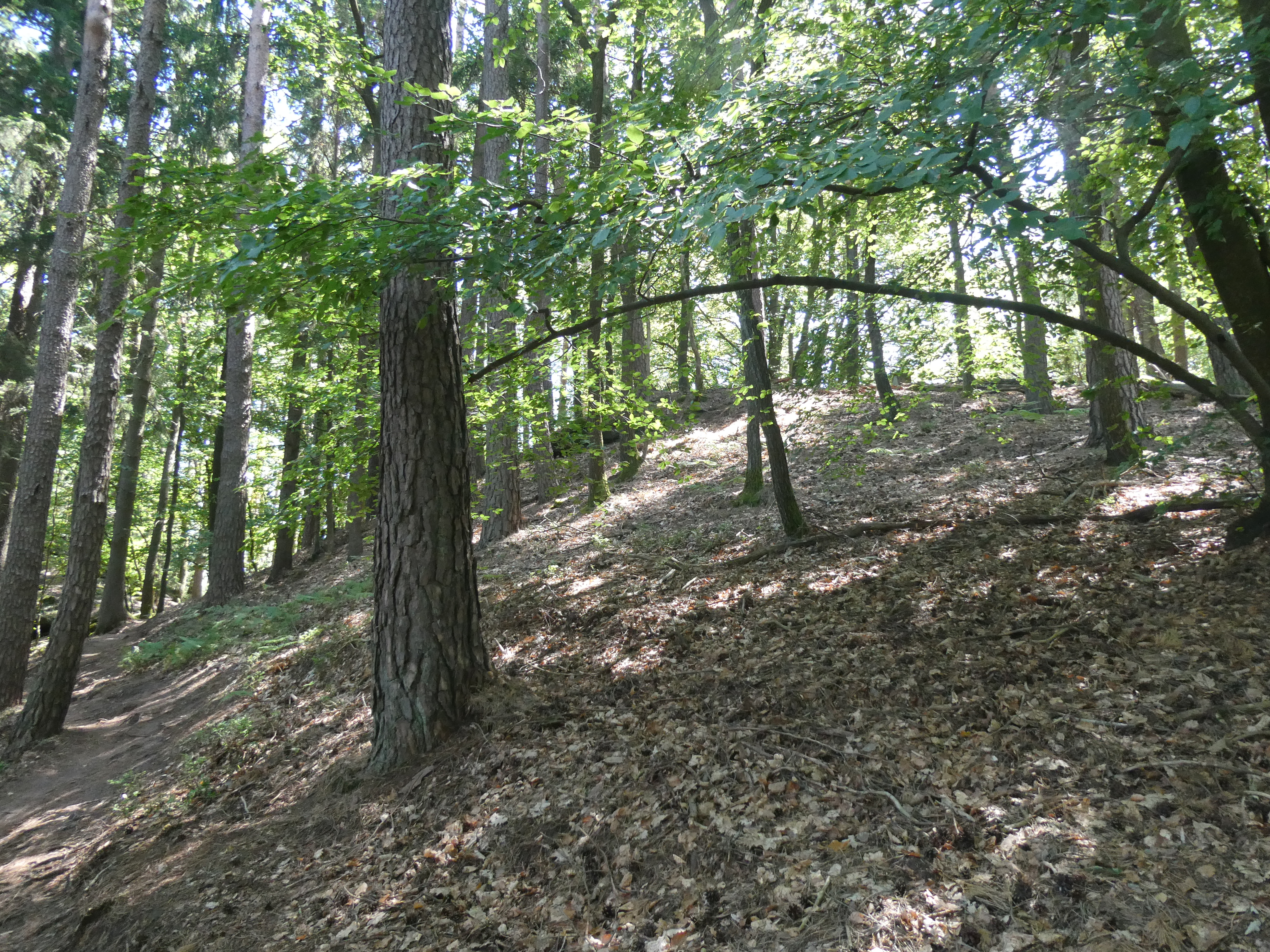
Gipfelregion
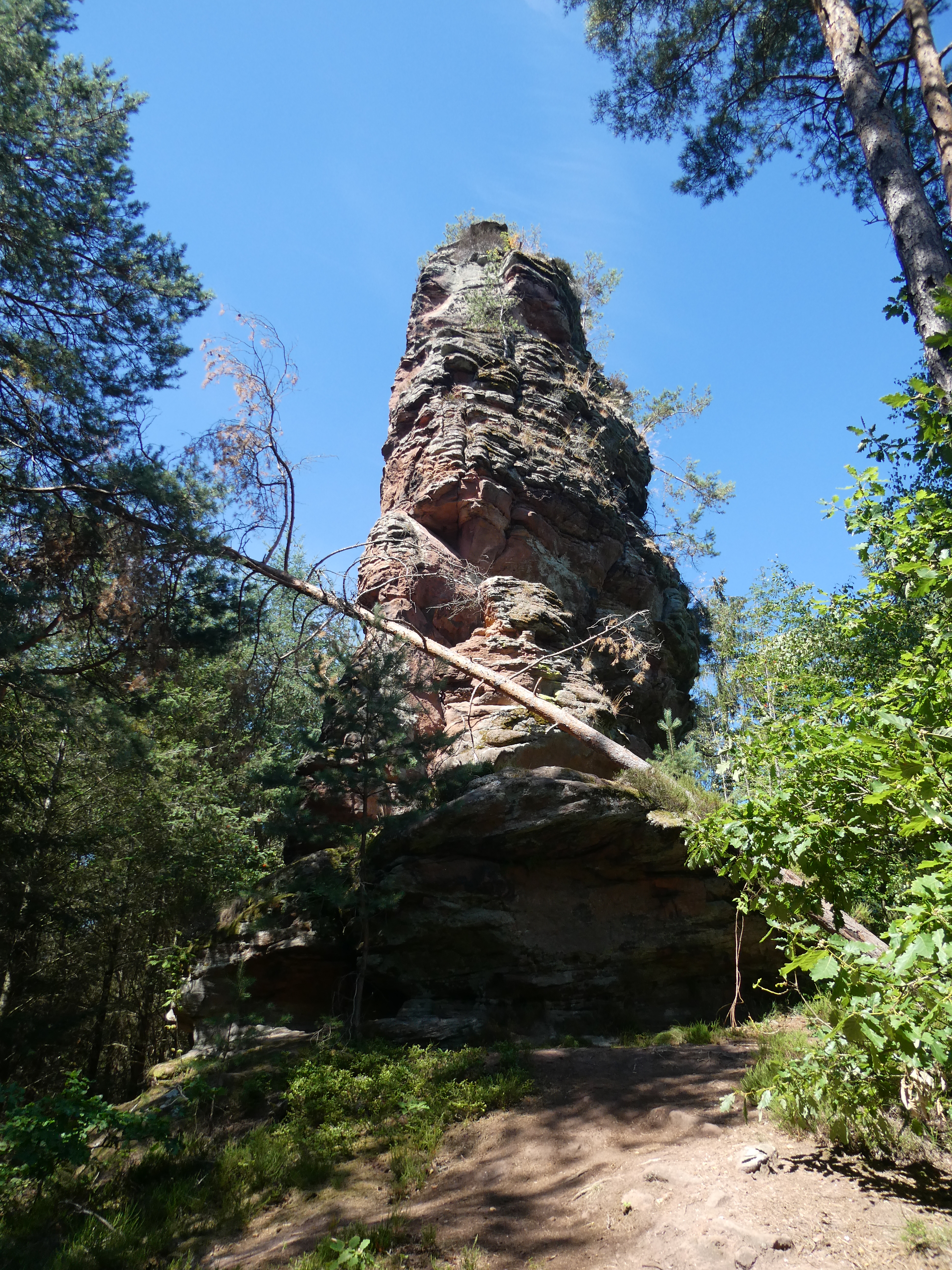
Wöllmersbergfelsen
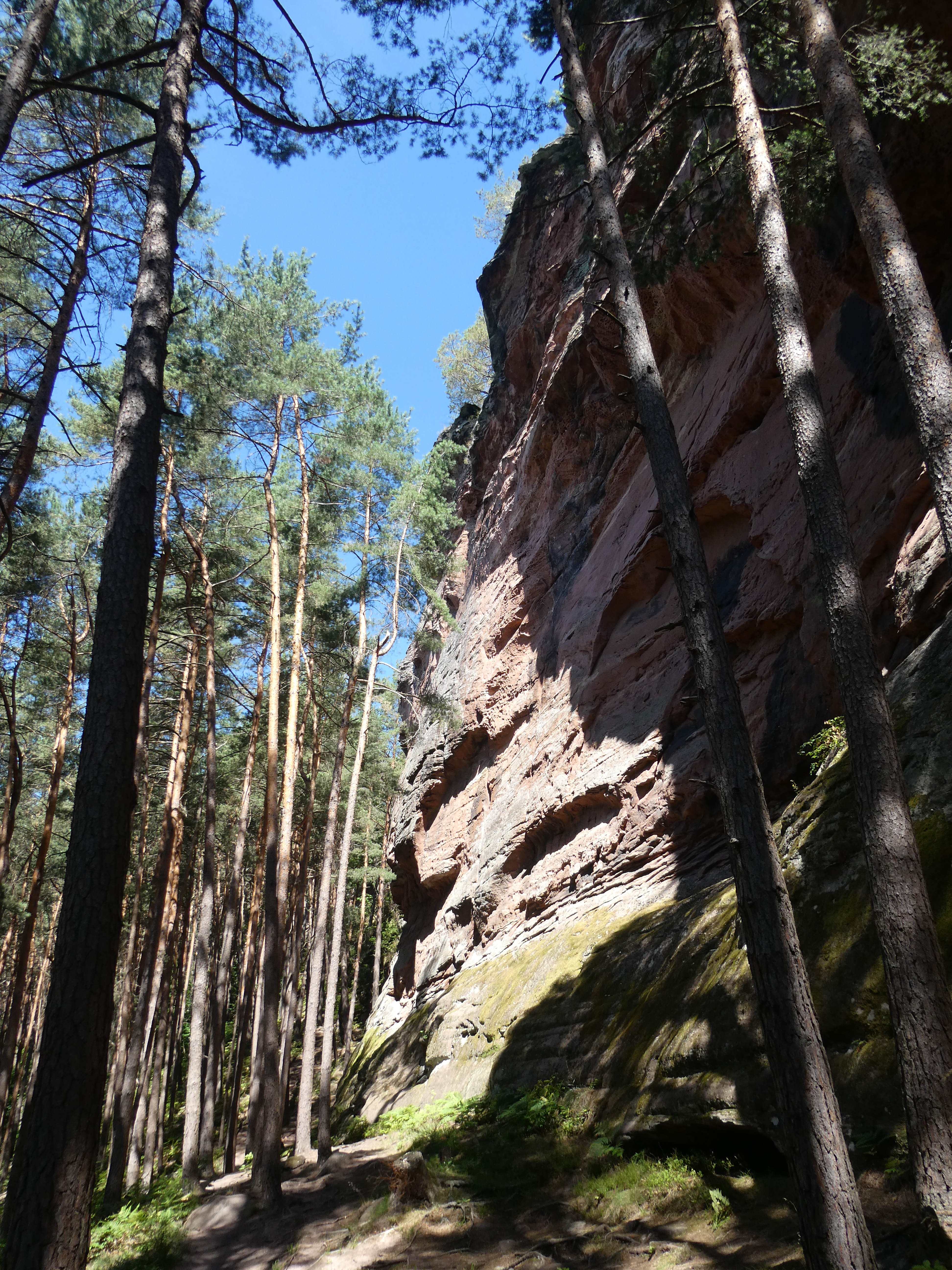
Retschelfelsen
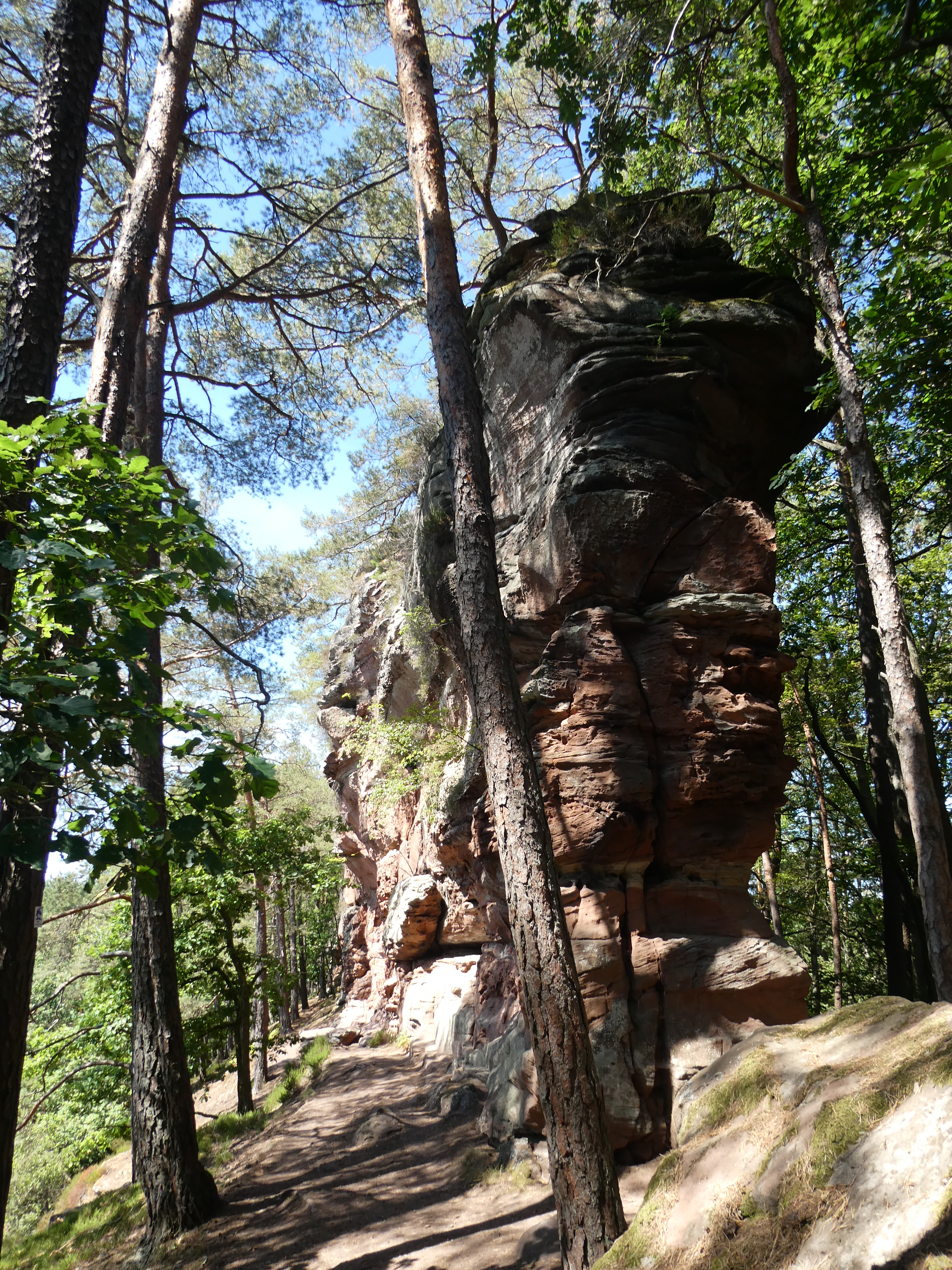
Eisenbahnfelsen
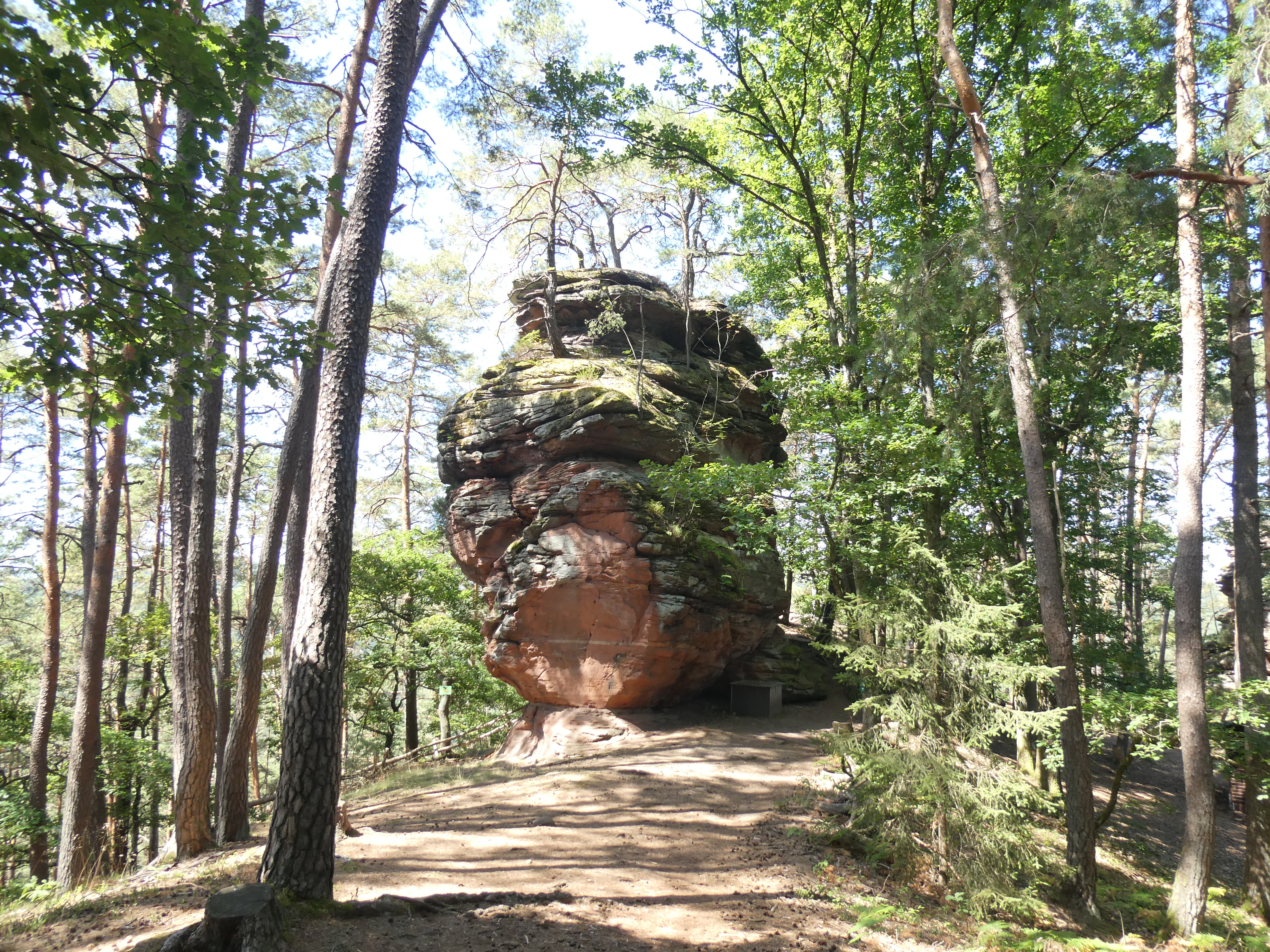
Bruchweiler Rauhfelsen